# Калласте Олександр
Олександр Калласте (22 жовтня 1906, волость Ійзаку Везенберзького повіту Естляндської губернії, тепер повіту Іда-Вірумаа, Естонія — ?) — радянський естонський діяч, голова Пярнумаського повітового виконкому Естонської РСР. Депутат Верховної Ради СРСР 3-го скликання.

## Життєпис
В офіційних документах був записаний як Олександр син Анни Калласте. З дитячих років працював пастухом, зимою навчався в початковій школі. Потім копав канави, був лісорубом, наймитом і підручним маляра. Перебував під наглядом політичної поліції Естонії.
Активно підтримував окупацію Естонії радянськими військами влітку 1940 року. З 1940 по 1941 рік — голова виконавчого комітету Ійзакської волосної ради депутатів трудящих повіту Вірумаа. Член ВКП(б) з 1940 року.
На початку німецько-радянської війни влітку 1941 року вступив до радянського винищувального батальйону, потім був евакуйований в східні райони СРСР. Працював заступником директора Білоярського ліспромгоспу Куйбишевської області. У січні 1942 року добровільно вступив до Естонського національного корпусу Червоної армії. Служив у 27-му стрілецькому полку 7-ї стрілецької дивізії. У 1943—1944 роках командував радянським партизанським загоном, який діяв на території Ленінградської області та Естонської РСР. У березні 1944 року призначений начальником навчального пункту Естонського штабу партизанського руху.
У 1944—1945 роках — завідувач сільськогосподарського відділу виконавчого комітету Пярнумаської повітової ради депутатів трудящих.
У 1945—1948 роках — секретар із кадрів Пярнумаського повітового комітету КП(б) Естонії.
З травня 1948 по лютий 1949 року — директор Пярнуської бази контори збуту Центральної ради сільськогосподарської кооперації.
У лютому 1949 — 1950 року — голова виконавчого комітету Пярнумаської повітової ради депутатів трудящих.
Подальша доля невідома.

## Звання
- молодший лейтенант

## Нагороди
- орден Червоної Зірки (18.01.1944)
- медаль «Партизанові Вітчизняної війни» 1-го ст. (12.06.1945)
- медаль «За перемогу над Німеччиною у Великій Вітчизняній війні 1941—1945 рр.» (1945)
- медалі